# نسل‌کشی کامبوج

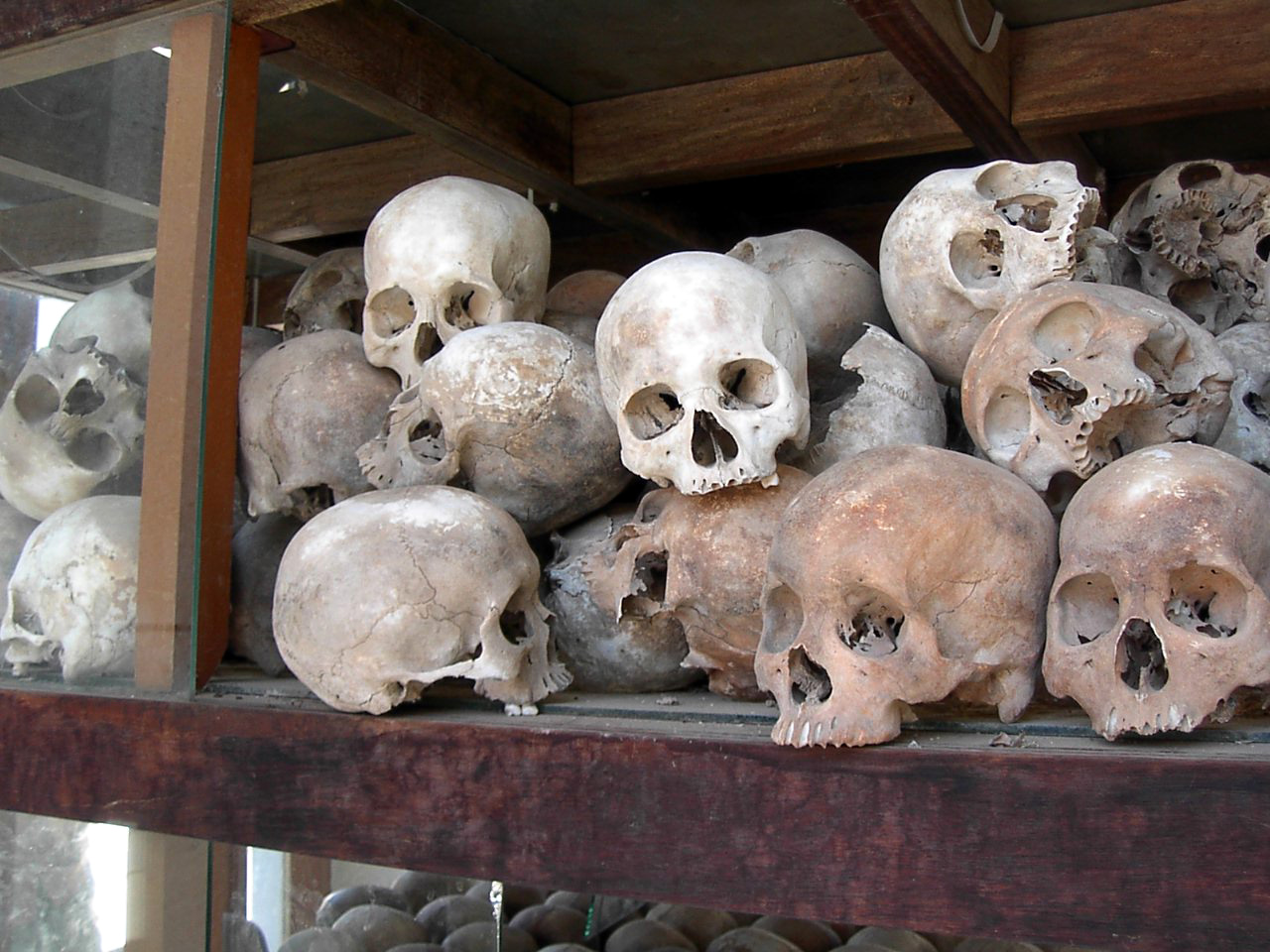
جمجمهٔ قربانیان نسل‌کشی توسط خمرهای سرخ در کامبوج

نسل‌کشی کامبوج (انگلیسی: Cambodian genocide) توسط دولت خمرهای سرخ به سرکردگی پل پوت در بین سال‌های ۱۹۷۵ تا ۱۹۷۹ میلادی، بین یک‌ونیم میلیون تا سه میلیون کامبوجی را به کام مرگ کشاند. خمرهای سرخ برنامهٔ ایجاد یک سوسیالیسم دهقانی را مبتنی بر اندیشه‌های استالینیستی و مائوئیستی در کامبوج داشتند. سیاست‌های این گروه برای کوچ اجباری و تعدیل و جابجایی جمعیت از حومهٔ شهرها، شکنجه و اعدام‌های دسته‌جمعی از طریق بیگاری، سوءتغذیه و بیماری باعث کشته شدن دو میلیون کامبوجی که یک‌چهارم جمعیت وقت آن کشور بود، گردید. نسل‌کشی، با حملهٔ ویتنام به کامبوج پایان یافت.

## چگونگی
شعار پل پوت، رهبر خمر های سرخ:
نگهداری تو هیچ منفعتی ندارد. کشتن تو هیچ ضرری ندارد.
در رژیم پوت، پیروان ادیانی مانند اسلام و بودیسم اعدام شدند و بسیاری از کارگران و کارمندان به جرم همکاری با دولت قبلی به کشتارگاه‌های انسانی رفتند. بنا به نوشته آنتونی بییور تاریخ نگار انگلیسی «صد‌ها هزار از مردم کامبوج که تحت نام ذخیره‌ها، طبقه‌بندی می‌شدند در مزارع مرگ با دست خودشان قبر های دسته جمعی شان را می‌کندند و سپس سربازان پل پوت آن‌ها را با اشیاء فلزی، پتک و چکش می‌زدند تا بمیرند یا گاهی نیز همان‌طور زنده زنده روی آن‌ها خاک می‌ریختند.» پل پوت مدرسه‌ها را تعطیل کرد و دستور برپایی سازوکار‌های عظیم دولتی برای شکنجه سیستماتیک شهروندان داد. هنگامی که در سال ۱۹۷۵، خمرهای سرخ، پنوم پن را تسخیر می کنند، زنان مسئول پاکسازی خانه های پایتخت از ساکنان آن بودند. یکی از این زنان در این باره می گوید: «وقتی وسایل مردم را جمع آوری می کردیم، جسد های بسیاری در خانه ها بود. طی سه روز، سربازان شهر را کاملاً تخلیه کردند و همه را بیرون کردند. برخی از مردم نمی خواستند وسایل خود را رها کنند و افراد مسن هم خانه های خود را ترک نمی کردند. آنها همان جا کشته می شدند.»
به گفته یکی از بازماندگان، در اردوگاه کار اجباری مجبور بودند در مزارع کار کنند و به جای گاو، خیش های کشاورزی را بکشند.